# Kugelsamige Platterbse
Die Kugelsamige Platterbse (Lathyrus sphaericus) ist eine Pflanzenart aus der Gattung der Platterbsen (Lathyrus). Sie ist in Eurasien und Nordafrika verbreitet.

## Beschreibung

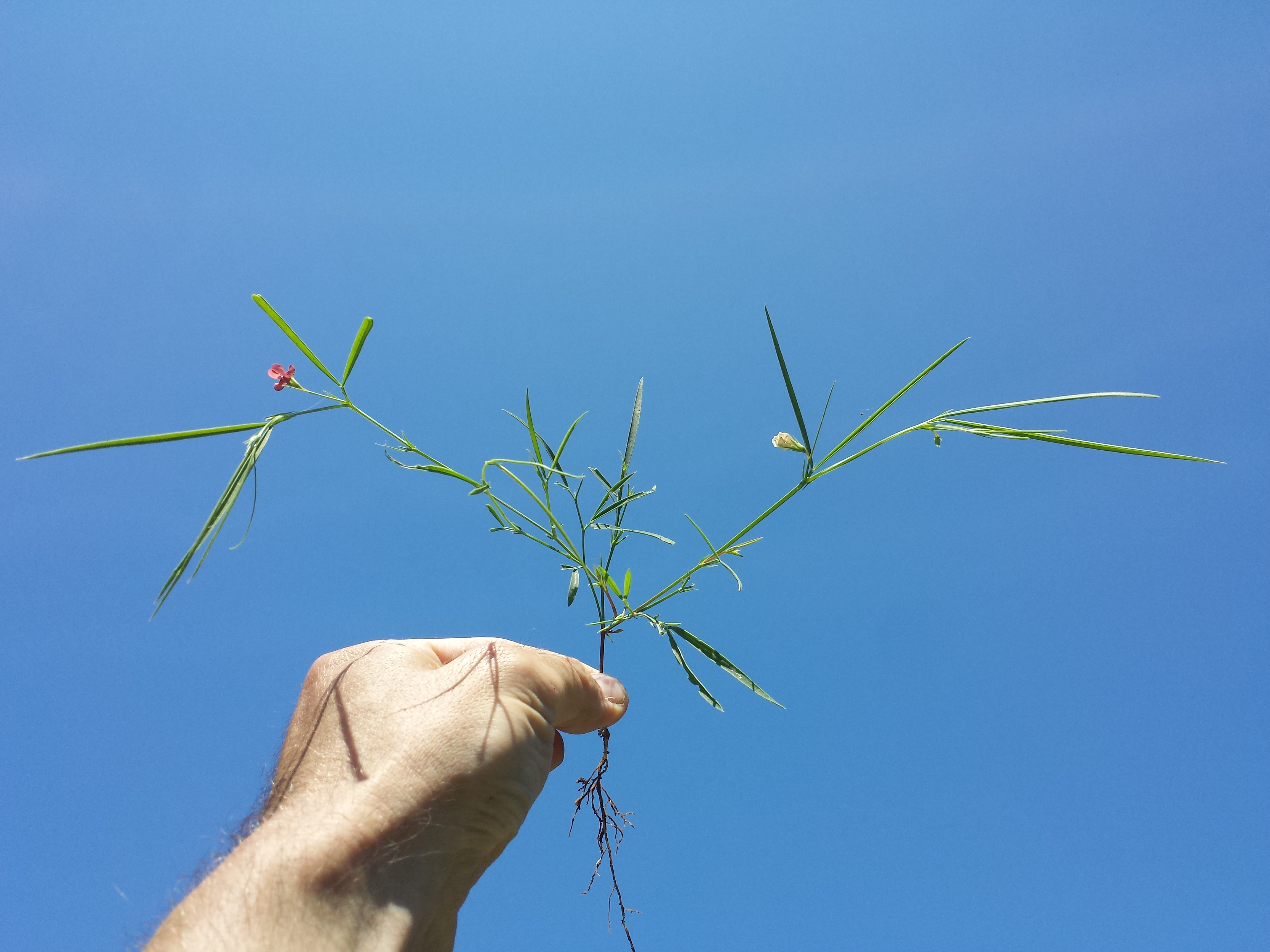
Habitus

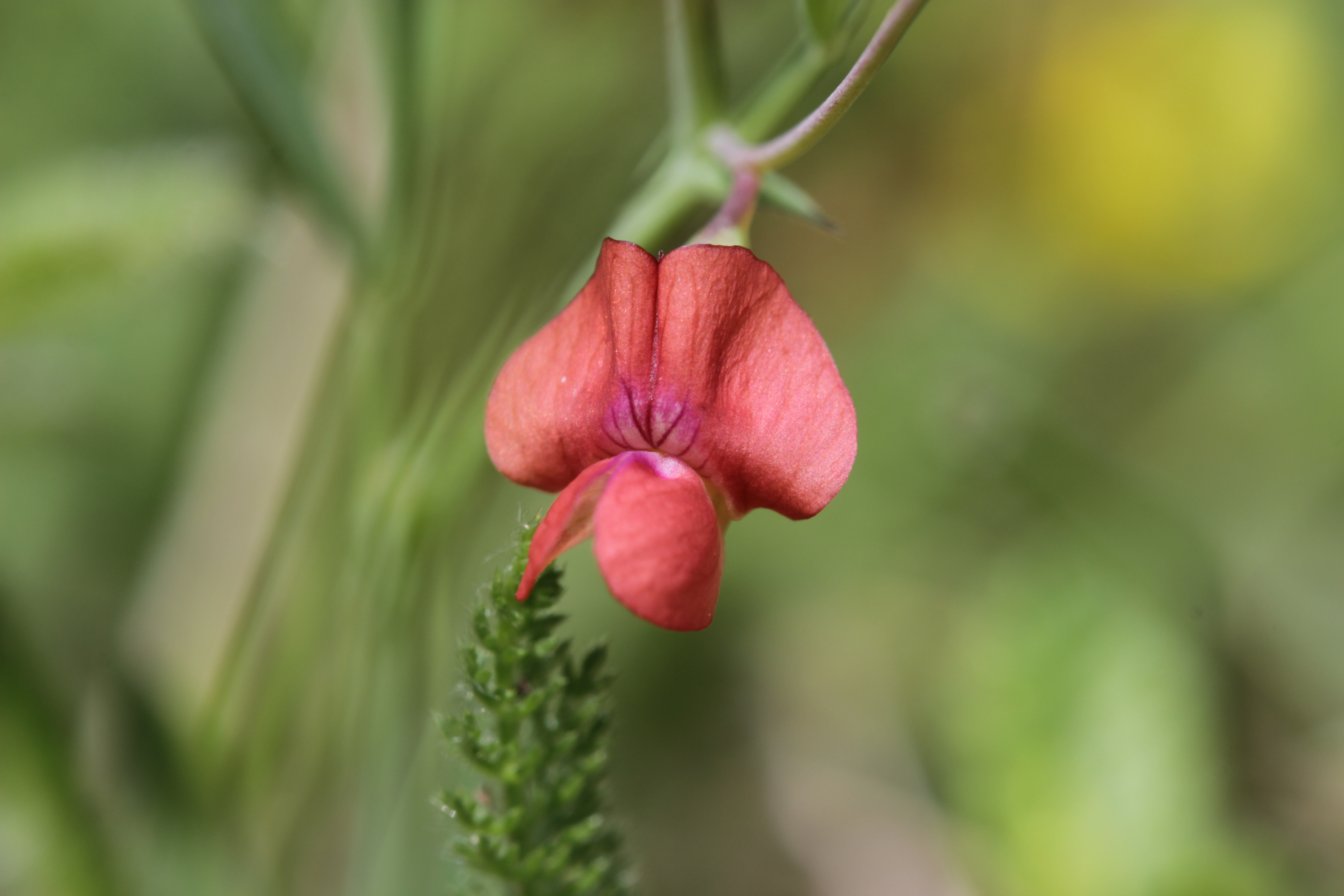
Zygomorphe Blüte

### Vegetative Merkmale
Die Kugelsamige Platterbse ist eine einjährige krautige Pflanze und erreicht Wuchshöhen von 10 bis zu 50 Zentimetern. Der Spross ist einfach oder nur am Grund verzweigt. Der Stängel ist kaum geflügelt, das heißt der Länge nach mit häutigen Leistchen versehen, sondern meist scharf vierkantig.
Die Laubblätter sind wechselständig angeordnet. Die gefiederte Blattspreite besteht aus ein bis drei Paar Fiederblättchen und endet mit einem grannenartigen Fortsatz oder ist mit einer kurzen Ranke versehen. Die Fiederblättchen sind sehr schmal und etwa 8- bis 20-mal so lang wie breit.  Sie sind kahl oder am Rand mit kurzen Wimperhaaren versehen. Die Fiedern der oberen Blätter sind 2 bis 8 Zentimeter lang und 2 bis 6 Millimeter breit. Sie haben meist fünf Längsnerven. Die Nebenblätter sind halb pfeilförmig.

### Generative Merkmale
Die Blütezeit reicht von Mitte April und Juni. Der in zwei Teile gegliederte Blütenstiel ist kürzer als das Blatt und trägt etwa in oder oberhalb der Mitte ein 5 bis 20 Millimeter langes lineales (nadelförmiges) Blättchen. Die meist einzeln stehenden zwittrigen Blüten sind 7 bis 13 Millimeter lang, zygomorph und fünfzählig mit doppelter Blütenhülle. Die Kronblätter sind ziegelrot, weshalb sie auch Ziegelrote Platterbse genannt wird. Nur das Schiffchen ist meist weißlich.
Die kahle Hülsenfrucht ist 3 bis 7 Zentimeter lang und 4 bis 7 Millimeter breit. Sie enthält 8 bis 15 kugelige Samen.
Die Chromosomenzahl beträgt 2n = 14.

## Vorkommen
Die Kugelsamige Platterbse kommt im Mittelmeerraum, in Nordafrika und verstreut über Kleinasien bis nach Indien vor. Im Ostseeraum gibt es einzelne Vorkommen in Dänemark und in Schweden. In Nordamerika kommt sie von Kalifornien bis British Columbia eingeschleppt vor.
Sie wächst vor allem auf trockenen Rasen, in Gebüschen und an Böschungen, aber auch in Ruderalfluren.
Die ökologischen Zeigerwerte nach Landolt & al. 2010 sind in der Schweiz: Feuchtezahl F = 2 (mäßig trocken), Lichtzahl L = 3 (halbschattig), Reaktionszahl R = 3 (schwach sauer bis neutral), Temperaturzahl T = 5 (sehr warm-kollin), Nährstoffzahl N = 3 (mäßig nährstoffarm bis mäßig nährstoffreich), Kontinentalitätszahl K = 4 (subkontinental).

## Taxonomie
Die Erstveröffentlichung von Lathyrus sphaericus erfolgte 1783 durch Anders Jahan Retzius in Observationes Botanicae: sex fasciculis comprehensae. Band 3, Seite 39. Ein Synonym ist Lathyrus angulatus subsp. sphaericus (Retz.) Mateo & Figuerola.